# Casa al carrer Major (Peramea)
La Casa al carrer Major és una obra de Baix Pallars (Pallars Sobirà) inclosa a l'Inventari del Patrimoni Arquitectònic de Catalunya.

## Descripció
Casa de planta baixa i dos pisos, el darrer sota la coberta a dues aigües de teula. L'aparell dels murs és de pedra local, petit i sense desbastar excepte als dos grans portals que ocupen la planta baixa de la façana, que estan formats per blocs de mida notable ben escairats. Un d'ells, el més gran, és d'arc rebaixat i actualment es troba encegat. Al seu costat s'obre una porta d'arc de mig punt dovellada. Les dovelles d'ambdues portes són de mida similar, no només en els arcs sinó també en els muntants. Als pisos superiors s'obren balcons i finestres.